# Kanton Vaour
Kanton Vaour is een voormalig kanton van het Franse departement Tarn. Kanton Vaour maakte deel uit van het arrondissement Albi en telde 1517 inwoners in 1999. Het werd opgeheven bij decreet van 17 februari 2014 met uitwerking op 22 maart 2015.

## Gemeenten
Het kanton Vaour omvatte de volgende gemeenten:
- Itzac
- Le Riols
- Marnaves
- Milhars
- Montrosier
- Penne
- Roussayrolles
- Saint-Michel-de-Vax
- Vaour (hoofdplaats)